# BlackBerry Q10
El BlackBerry Q10 es un teléfono inteligente, fabricado por la compañía canadiense Blackberry. Fue lanzado al mercado a principios de enero de 2013 y contó con el nuevo sistema operativo Blackberry 10, siendo el segundo dispositivo con este sistema operativo.

## Galería de imágenes

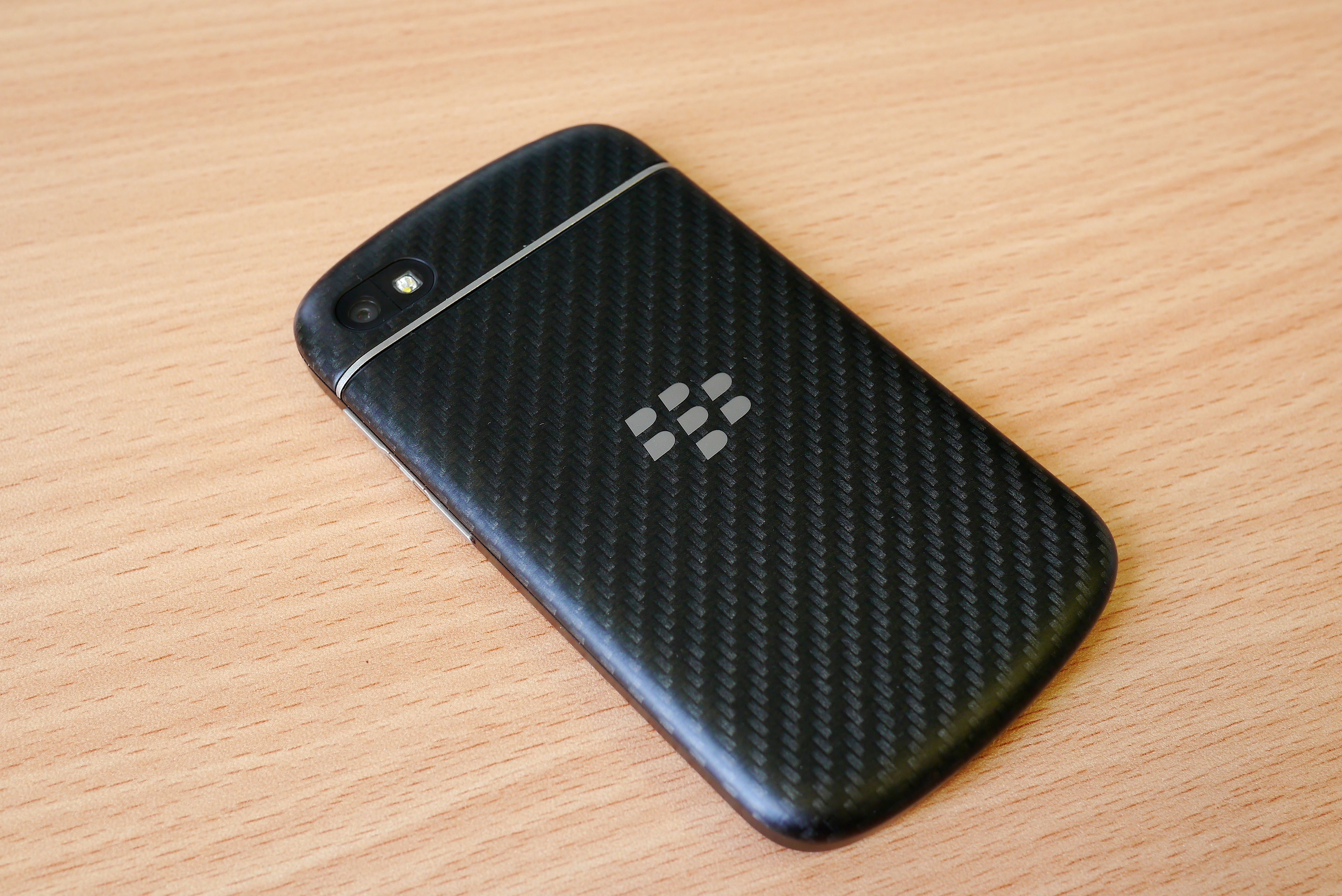
Vista posterior de BlackBerry Q10
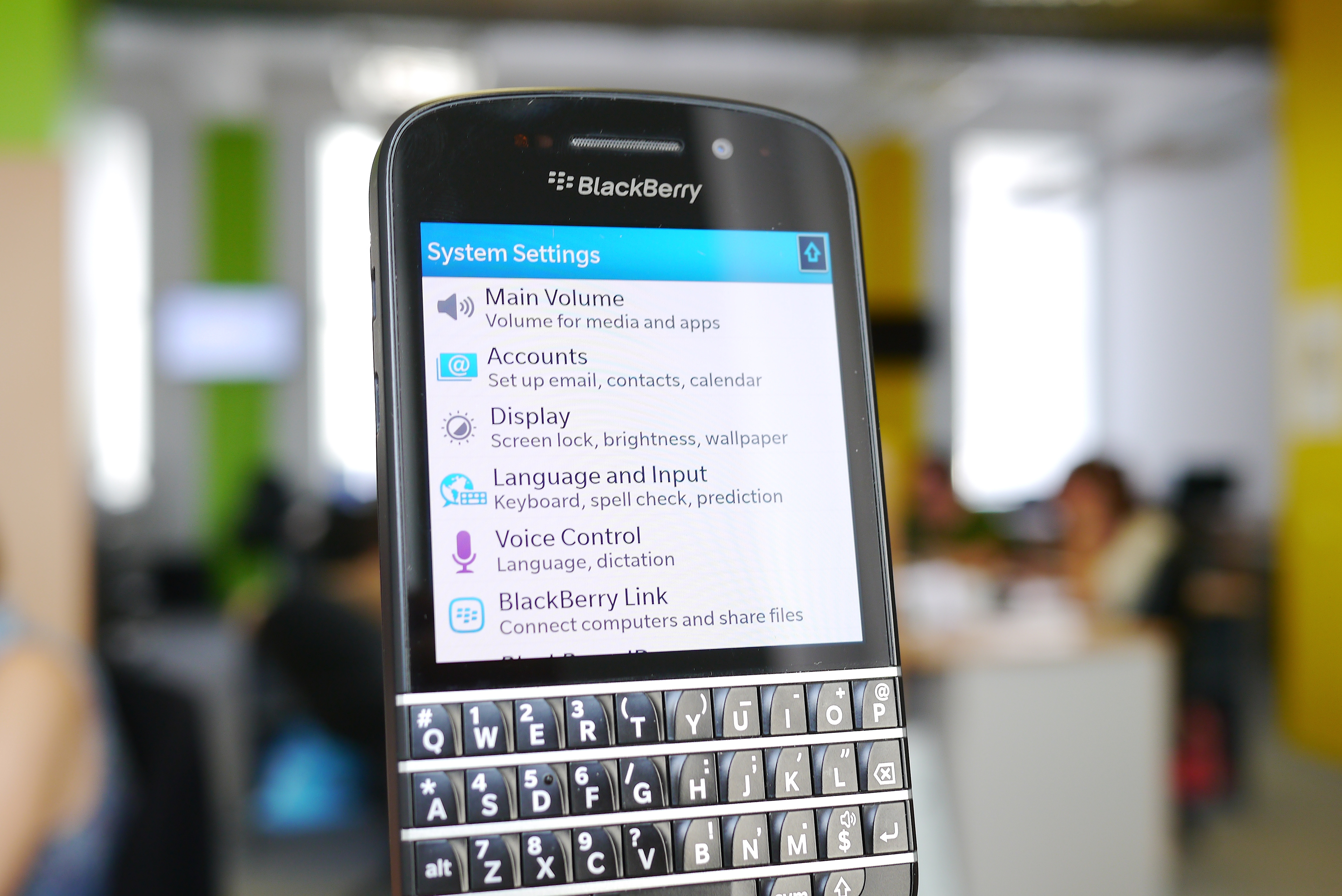
Algunos ajustes del sistema
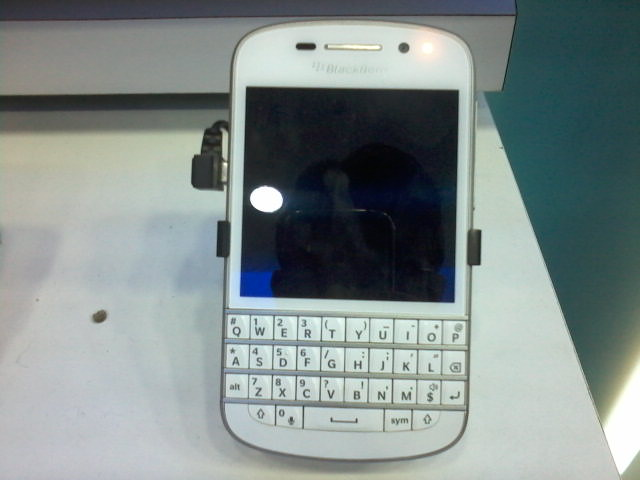
Blackberry Q10 en color blanco